# Cuadra (habitación)
En la España del siglo XVII, se llamaba «cuadra» a una habitación cuadrada y espaciosa: lo que hoy conocemos como cuarto de una vivienda. 
Por ello, no es de extrañar que, en la ordenanza española de 1768, mientras se llama «caballeriza» a lo que hoy se conoce como «cuadra» o espacio donde se guardan los caballos, se llame constantemente «cuadra» a la sala o dormitorio destinado a la tropa.

En cada cuadra del cuartel habrá nombrado un cuartelero y si en cada una misma hubiese más de una compañía cada una tendrá el suyo
Art. 20, Tít. 1, Trat 2

Vigilará sobre que los soldados de guardia de caballeriza distribuyan la paja con equidad a los caballos
Art. 9, tít. 5

A pesar de estar en desuso, el Diccionario de la RAE sigue recogiendo una acepción de «cuadra» con la definición de «sala o pieza espaciosa».